# Карамышев, Владимир Дмитриевич
Владимир Дмитриевич Карамышев (1881—1936) — русский генерал-майор (1920), герой Русско-японской и Первой мировой войны.

## Биография
Из дворян Тверской губернии.
В 1898 году окончил 3-й Московский кадетский корпус, а в 1900 году Михайловское артиллерийское училище с отличием по 1-му разряду. В 1896 году выпущен был подпоручиком во 2-й стрелковый артиллерийский дивизион. В 1903 году произведён в поручики.

## Русско-японская война
Участник русско-японской войны с 1904 года в составе 1-й батареи 4-й Восточно-Сибирской артиллерийской бригады. Принимал участие в обороне Порт-Артура. Был ранен и контужен в голову осколками разорвавшегося снаряда в бою на Курганской батареи. После сдачи Порт-Артура находился в японском плену.
25 февраля 1907 года за храбрость был награждён орденом Святого Георгия 4-й степени:
За отличный подвиг, выказанный при защите крепости Порт-Артур, в бытность командиром курганской батареи, когда противник во время штурма 13-го ноября 1904 года ворвался на батарею, - он бросился впереди гарнизона и, увлекая за собой людей, выбил неприятеля с батареи, нанеся ему большой урон, и, несмотря на полученную рану в голову, после перевязки оставался в строю, продолжая управлять огнём своей батареи, преследуя неприятеля шрапнельными и картечными выстрелами.
По возвращении из плена в 1907 году произведён в штабс-капитаны, с назначением старшим офицером 1-й батареи 4-й Восточно-Сибирской артиллерийской бригады. В 1910 году произведён в капитаны.

### Первая мировая война
Участник Первой мировой войны с 1914 года в качестве командира 3-й батареи 4-й Восточно-Сибирской артиллерийской бригады. В 1910 году произведён в подполковники за отличие.
2 июля 1915 года был награждён Георгиевским оружием:
За то,  что в бою 10 и 11 февраля 1915 года у д. Подосье выставил два орудия на своём наблюдательном пункте на расстоянии 100 саженей от противника и, обеспечив своим огнём переправу пехоты через реку оржица, содействовал поражению противника.
В 1917 году произведён в полковники с назначением командиром 2-го дивизиона 8-й полевой тяжёлой артиллерийской бригады.
В годы Гражданской войны возглавлял Одесское отделение созданной В. В. Шульгиным осведомительной организации «Азбука». Участник Сибирского ледяного похода. В 1920 году был назначен и о начальника артиллерийских снабжений Дальневосточной армии.
В 1920 году эмигрировал в Китай, был членом Русской национальной общины. Умер 27 мая 1936 года, похоронен на Русском кладбище.

## Награды
- Орден Святого Станислава 3-й степени с мечами и бантом (1904);
- Орден Святой Анны 3-й степени с мечами и бантом (1905);
- Орден Святой Анны 4-й степени с надписью За храбрость (1905);
- Орден Святого Станислава 2-й степени с мечами (1905);
- Орден Святой Анны 2-й степени с мечами (1905);
- Орден Святого Георгия 4-й степени (ВП 25.02.1907);
- Орден Святого Владимира 4-й степени с мечами и бантом (1916);
- Высочайшее Благоволение (ВП 25.05.1915);
- Георгиевское оружие (ВП 2.07.1915).

Награды Белого движения:
- Знак отличия Военного ордена «За Великий Сибирский поход» 1-й степени № 24 (31.7.1920).